# TEENS' MUSIC WAVE
『TEENS' MUSIC WAVE』（ティーンズ ミュージック ウェイヴ）は、ニッポン放送など日本各地のラジオ局で2000年4月から2007年3月まで放送されていた音楽番組である。略称「TMW」。

## 概要
前身の『ぽっぷん王国ミュージックスタジアム』と同様に、主に10代の歌手とミュージシャンを彼らの曲とともに紹介していた。また、彼らをゲストに迎えることもあった。放送内容がネット局ごとに異なる企画ネット番組であり、各局のアナウンサー1人もしくは2人がパーソナリティを務めていた。番組の核となる部分に関しては、ニッポン放送アナウンサーの吉田尚記がパーソナリティを務めていた。
前番組までは週5日間の帯で放送されていたが、本番組で週に1回の放送となった。また、当初は日総工産の一社提供で放送されていたが、後にヤマハとロッテの複数社提供へ移行した。なおヤマハは、番組の終了後も後継番組『YAMAHA ミュージックスター』のスポンサーを務めていた。

## 放送局
| 放送対象地域 | 放送局                       | 系列         | 放送日時                      | 備考          |
| ------------ | ---------------------------- | ------------ | ----------------------------- | ------------- |
| 関東広域圏   | ニッポン放送                 | NRN系列      | 土曜 0:40 - 1:00 （金曜深夜） |               |
| 中京広域圏   | 中部日本放送                 | JRN系列      | 土曜 0:30 - 0:50 （金曜深夜） | 現・CBCラジオ |
| 福岡県       | RKB毎日放送                  | JRN系列      | 金曜 23:40 - 翌0:00           |               |
| 北海道       | 北海道放送                   | JRN・NRN系列 | 土曜 0:40 - 1:00 （金曜深夜） |               |
| 岩手県       | IBC岩手放送                  | JRN・NRN系列 | 日曜 23:10 - 23:30            |               |
| 宮城県       | 東北放送                     | JRN・NRN系列 | 土曜 23:00 - 23:20            |               |
| 新潟県       | 新潟放送                     | JRN・NRN系列 | 土曜 23:10 - 23:30            |               |
| 長野県       | 信越放送                     | JRN・NRN系列 | 土曜 22:40 - 23:00            |               |
| 静岡県       | 静岡放送                     | JRN・NRN系列 | 金曜 23:30 - 23:50            |               |
| 富山県       | 北日本放送                   | JRN・NRN系列 | 土曜 23:00 - 23:20            |               |
| 石川県       | 北陸放送                     | JRN・NRN系列 | 土曜 23:10 - 23:30            |               |
| 近畿広域圏   | 毎日放送ラジオ （MBSラジオ） | JRN・NRN系列 | 日曜 23:30 - 23:50            |               |
| 広島県       | 中国放送                     | JRN・NRN系列 | 土曜 23:10 - 23:30            |               |
| 香川県       | 西日本放送                   | JRN・NRN系列 | 土曜 22:30 - 22:50            |               |
| 宮崎県       | 宮崎放送                     | JRN・NRN系列 | 土曜 23:00 - 23:20            |               |
| 鹿児島県     | 南日本放送                   | JRN・NRN系列 | 土曜 0:40 - 1:00 （金曜深夜） |               |